# Tibioploides arcuatus
Tibioploides arcuatus is een spinnensoort in de taxonomische indeling van de hangmatspinnen (Linyphiidae).
Het dier behoort tot het geslacht Tibioploides. De wetenschappelijke naam van de soort werd voor het eerst geldig gepubliceerd in 1955 door Albert Tullgren.